# Sebeschsen
Sebeschsen (auch Sebeches) ist die Bezeichnung eines altägyptischen Dekans, der mindestens zwei Dekan-Sterne umfasste und zum Sternbild Absches gehörte.
Als auffälligster Dekanstern konnte Spica im Sternbild Jungfrau identifiziert werden, der zugleich als Stern der Gottheit Min galt und bei den jährlichen Prozessionen des Min-Festes besungen wurde. 
In den Dekanlisten der Sethos-Schrift repräsentierte Sebeschsen am Leib der Nut den achten Dekan, der in zwei Unterdekane aufgeteilt war. Der Eintritt in die Unterwelt war für den 6. Schemu I und der heliakische Aufgang für den 16. Schemu III angesetzt. Als Datierungsgrundlage galt die verfügte Anordnung unter Sesostris III. (12. Dynastie) in dessen siebtem Regierungsjahr.